# Hängfärjan i Warrington

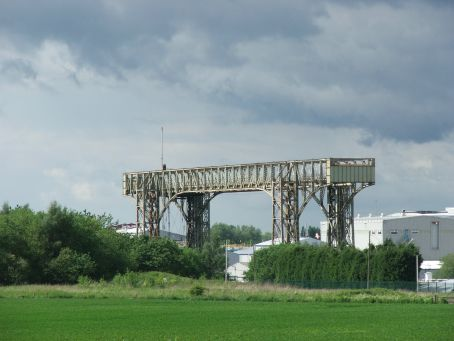
Hängfärjan i Warrington

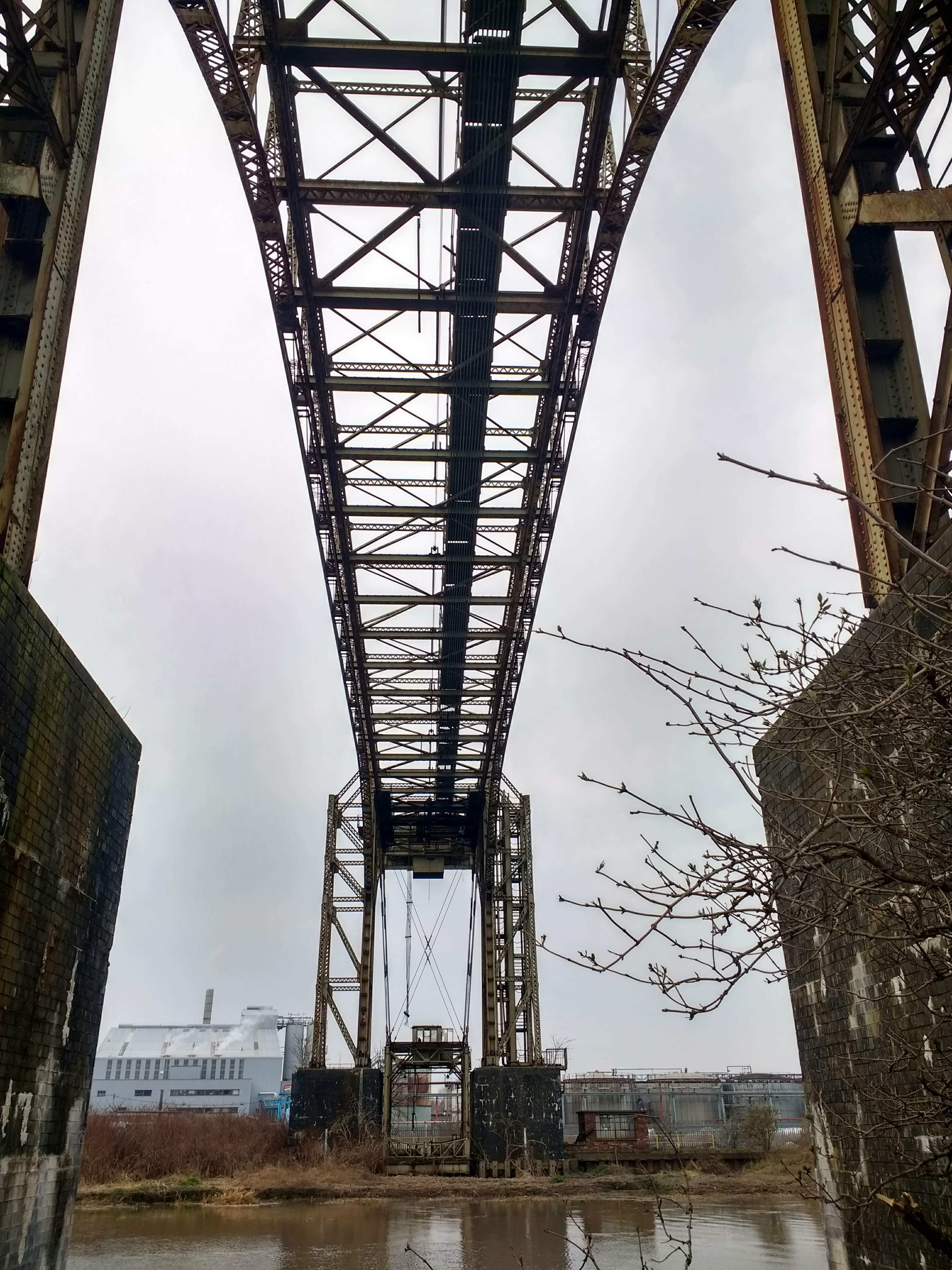
Hängfärjan med gondol, 2019

Hängfärjan i Warrington är en tidigare hängfärja över floden Mersey i Warrington i grevskapet Cheshire i Storbritannien. Den är ett byggnadsminne.
Den byggdes 1916 för transporter till och från en cementfabrik. Den användes därefter för biltransporter mellan 1960 och 1964. Det är ett byggnadsminne. 
Avståndet mellan de 27 meter höga pylonerna är 61 meter. Konstruktionen är 31 meter bred.

## Historik
Det fanns tidigare en annan hängfärja över Mersey strax norr om denna. Den hade byggts 1905, men finns inte kvar idag.
Den nyare hängfärjan var avsedd att transportera större laster av kemikalier för kemi- och tvålföretaget Joseph Crosfield and Sons, som bland annat tillverkade tvättmedlet Persil. Fabriken övertogs 1964 av Unilever. Joseph Crosfield and Sons hade en cementfabrik på en halvö som ligger i Merseys meanderslinga i området. Hängfärjan byggdes därför för att transportera järnvägsvagnar för frakt av cement från halvön till järnvägens huvudspår, med bränsle till fabriken som returfrakt.
Hängfärjan i Warrington konstruerades av William Henry Hunter (1849-1917), som var chefsingenjör för Manchester Ship Canal. Den byggdes av den skotska anläggningsfirman Sir William Arrol & Co.
Den började byggas 1913 och blev färdig 1916. Den byggdes om för att användas för personbilar 1940 och togs ur drift omkring 1964.
Mellan 1964 och 1970-talet gjordes underhåll av hängfärjan för att den skulle fungera som nödutväg från området, till dess en vägbro uppförts 1975.
Warringtons stadsstyre ansvarar för anläggningen enligt en koncession till 2027, och begränsade reparationer har utförts. En lokal bevarandegrupp bildades 2015.